# Cenocoelius kunashiri
Cenocoelius kunashiri är en stekelart som beskrevs av Vladimir Ivanovich Tobias 1979. Cenocoelius kunashiri ingår i släktet Cenocoelius och familjen bracksteklar. Inga underarter finns listade.